# José Luís Gonzaga de Sousa Coutinho Castelo Branco e Meneses
D. José Luís Gonzaga de Sousa Coutinho Castelo Branco e Meneses (14 de Outubro de 1797 – 11 de Março de 1863), foi 15.º conde de Redondo, 13.º senhor de Gouveia Sobre o Tâmega e Vedor da Casa Real. Filho de D. Fernando Maria de Sousa Coutinho Castelo Branco e Meneses, 2.º marquês de Borba e 14.º conde de Redondo, e de D. Eugénia Manuel de Noronha.
Foi ajudante de ordens de D. Miguel I e, finda a Guerra Civil, residiu na sua Quinta do Bomjardim, onde se dedicou à composição musical e ao canto, dirigindo uma orquestra e celebrando festas musicais e religiosas.
Casou em 30.5.1819 com D. Maria Luísa da Costa Carvalho Patalim Sousa e Lafetá (26.8.1800-16.10.1874), filha de D. José António Francisco da Costa Carvalho Patalim, 6.º conde de Soure, e de D. Mariana Delfina José de Melo, de quem teve:
1. D. Mariana Luísa de Sousa Coutinho, casada com o 4.º marquês de Alvito.
2. D. Fernando Luís de Sousa Coutinho Castelo Branco e Meneses, que foi 3.º marquês de Borba e 16.º conde de Redondo.